# تابش چرنکوف

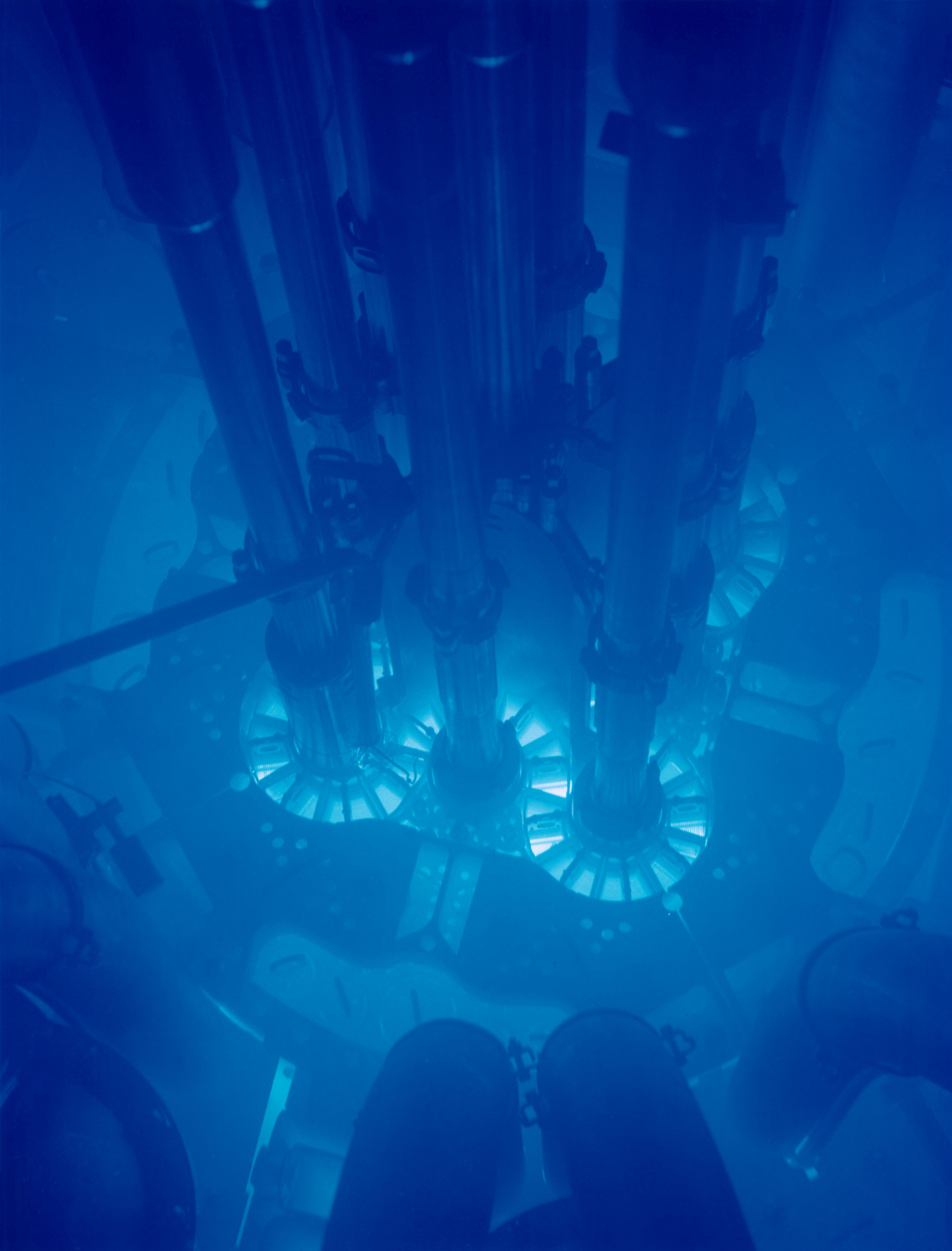
نمایی از «تابش چرنکوف» در هستهٔ راکتور آزمایشی پیشرفته در آزمایشگاه ملی آیداهو - ۲۰۰۹

اشعه چرنکوف (به انگلیسی: Čerenkov (Cherenkov) Radiation) تشعشعی است که بر اثر حرکت یک ذره باردار در ماده دی‌الکتریک با سرعت فاز بیش از سرعت فاز نور در آن ماده دی‌الکتریک حرکت کند؛ تابش می‌شود. این مفهوم به نام پاول چرنوکوف نامگذاری شده‌است. این اثر همچنین تابش واویلف-چرنکوف (Vavilov-Cherenkov) نیز نامیده می‌شود. 

حتماً توجه کرده‌اید که وقتی قایقی با سرعت نسبتاً بالا (بیش از سرعت امواج سطحی آب) در یک دریاچه آرام حرکت می‌کند، پشت سرش موج مثلثی شکلی منتشر می‌شود. تابش چرنکوف پدیده‌ای کمابیش مشابه است. وقتی ذره بارداری در محیط ماده با سرعت بیش از سرعت نور در این ماده حرکت کند، تابشی از آن ساطع می‌شود که به تابش چرنکوف معروف است. این تابش به صورت همسانگرد ساطع نمی‌شود، بلکه مشابه همان موج پشت سر قایق در یک مخروط (در اینجا مسئله سه بعدی است) منتشر می‌شود.

اگر یک ذره باردار چه در خلأ و چه در محیط ماده شتاب بگیرد، موج الکترومغناطیسی ساطع می‌کند. پدیده چرنکوف به غیر از آن است. اولاً تابش چرنکوف تنها در محیط ماده صورت می‌گیرد. در ثانی برای تابش چرنکوف نیازی به شتاب نیست و اگر سرعت ذره باردار ثابت بماند، باز هم تابش چرنکوف اتفاق می‌افتد (انرژی تابش را محیط ماده فراهم می‌سازد).

تابش چرنکوف پدیده‌ای کاملاً شناخته شده است و در آشکارسازی ذرات به خصوص نوترینوها به طور وسیع مورد استفاده قرار می‌گیرد. البته نوترینوها خودشان بار الکتریکی ندارند، اما پس از وارد شدن به محیط ماده (مثل آب یا یخ) می‌توانند ذرات باردار تولید نمایند.